# نتسکا
نتسکا (به آلمانی: Neetzka) یک شهر در آلمان است که در مکلنبورگیشه زنپلاته واقع شده‌است. نتسکا  ۲۹۵ نفر جمعیت دارد.